# ياكوفليف ياك-26
ياكوفليف ياك-26 (روسية:Яковлева Як-26) (لقب الناتو: فلاش لايت Flashlight) هي قاذفة قنابل تكتيكية نفاثة فوق صوتية من تصميم مكتب ياكوفليف في الاتحاد السوفيتي.
طورت الياك-26 مثل الياك-27 من الياك-25 في عائلة من الطائرات قاذفة/استطلاعية. الهدف الرئيسي من تطور الياك-26 هو زيادة سرعة الطائرة لتطير بسرعة فوق صوتية.
احتفظت الياك-26 بنفس التصميم العام للياك-25، ولكن كان جسم الطائرة أكثر طولا وأكثر انسيابية بالإضافة لوجود زجاج مصقول في مقدمة الطائرة للملاح أو الطيار المكلف بمهمة القصف، كما عدلت أجنحتها وأعطيت محركات أقوى. استبدل المدفع نودلمان إن-37 بأربع مدافع نودلمان-ريختر إن.أر-23 (اثنان منهم في الذيل). كما أضيفت مساحة داخلية لتحمل 1,000 كغم من القنابل بما فيها القنبلة النووية «تايتيانا». كما أصبح من الممكن تحميل قنابل أضافية تحت الأجنحة.
أنتج 10 وحدات فقط من الياك-26 ولم تدخل الخدمة رسميا. طارت لأول مرة عام 1956.

## المواصفات

### الصفات العامة
- الطاقم: 2، طيار وضابط قصف.
- الطول: 17.6 متر.
- المسافة بين الجناحين: 10.96 متر.
- مساحة الأجنحة: 29 متر².
- الوزن محملة: 11.200 كغم.
- المحرك: محركين نفاثين من نوع تومانسكي أر.دي-9 يعطي كل منهما قوة دفع 19.6 كيلو نيوتن.

### الأداء
- السرعة القصوى: ماخ 1.03 (1.200 كيلومتر/ساعة).
- المدى: 2,200 كيلومتر.
- أقصى ارتفاع: 16.000 متر.
- الحمل على الأجنحة: 386 كغم/متر².
- النسبة دفع-وزن: 0.36

### التسليح
- أربع رشاشات نودلمان-ريختر إن.أر-23 23 مم يحمل كلا منهم 300 طلقة. (المجموع 1200 طلقة).